# Saskia Noort
Saskia Noort (* 13. dubna 1967 Bergen, severní Holandsko) je nizozemská spisovatelka, novinářka na volné noze, publicistka a aktivistka.

## Život
Saskia Noort je považována za zakladatelku nizozemského literárního thrilleru. Po dokončení střední školy Saskia Noort studovala žurnalistiku a divadelní vědu . Od počátku 90. let pracovala jako redaktorka pro velké množství časopisů, včetně Viva, Marie Claire, TopSanté a Ouders van Nu. V současné době píše sloupky v life-style časopise LINDA. Dříve publikoval ve VT Wonen a v Playboy. Jako autorka thrillerů prodala po celém světě na 3 miliony knížek, z nichž mnohé byly upraveny pro televizi, film a divadlo. Saskia Noort žije střídavě v Amsterodamu a na španělském ostrově Ibiza. Do Středomoří se pravidelně vrací kvůli klidu na psaní svých knih.

## Biografie
Noort debutovala jako autorka v roce 2003 literárním thrillerem Terug naar de kust (Back to the Coast). Už její prvotina zaznamenala velký úspěch. Prodala více než 200 000 kopií.
Její druhý thriller se jmenuje De Eetclub (The Dinner Club). Recenze byly velmi pozitivní. Například NRC Handelsblad napsal: „De Eetclub je zručný, vzrušující, někdy matoucí a někdy jemný thriller.“ Bylo prodáno více než 500 000 výtisků.
Za obě knihy byla v kategorii kriminální žánr nominována na nizozemskou literární cenu Gouden Strop (Zlatá oprátka). Překlady obou úspěšných knih vyšly v Německu, Francii, Rusku, Dánsku a Norsku. Práva De Eetclub a Terug naar de kust byla prodána vydavatelům v Anglii, Švédsku, Finsku, Bulharsku, Brazílii, Itálii, Španělsku a Řecku. Obě knihy byly také zfilmovány.
V květnu 2006 spatřila světlo světa kniha Nieuwe buren (New Neighbours]), thriller o sexu a lásce a touze po svobodě - ale také o strachu z ní. Recenze tentokrát nebyly tak jednomyslné. Například recenzent Hans Knegtmans napsal v deníku Het Parool o Noort "... , naivní styl psaní bez fantazie a (...) s těžko uvěřitelným příběhem." De Telegraaf, na druhé straně napsal: „Velká síla Saskie Noort spočívá ve způsobu vdechnutí života hlavním postavám. Dialogy a situace jako v reálném životě zajišťují, aby se příběh rozvíjel jako mimořádně ostrý barevný film.“ Kniha Nieuwe buren byla v roce 2014 zfilmována v desetidílném televizní seriál, který byl vysílán od září do listopadu téhož roku RTL 4. Hlavní roli hráli Thijs Römer, Katja Schuurman, Daan Schuurmans a Bracha van Doesburgh.
V červnu 2007 Noort napsala knihu Afgunst (Závist) Další její kniha De verbouwing (The Renatovation) byla vydána v únoru 2009. Tato kniha byla také úspěšná. Renomovaný deník Algemeen Dagblad ohodnotil knihu pěti hvězdičkami a napsal: „Kniha Renovace je srovnatelná s tím nejlepším, co v Nizozemsku v tomto žánru vyšlo.“ Ne všechny recenze byly tak pozitivní. Například portál zaměřený na knižní novinky Boekreviews.nl napsal, že napětí bylo často obtížné najít. Rýpl si také Het Parool, který napsal: „Renovace mohla být zábavným thrillerem. Kdyby jen Matylda nebyla taková sebestředná prudička.“ Komerčně byla kniha úspěšná. Prodalo se více než 325 000 kopií. Na konci roku 2013 vyšlo pokračování knihy De Eetclub.
3. srpna 2014 byla Saskia Noort hostem v populárním programu nizozemské veřejnoprávní televize Letní hosté.
V roce 2013 obdržela cenu GNM Meesterprijs za svoji dosavadní tvorbu. 
V lednu 2015 Saskia Noort prohrála žalobu o údajně zkopírované prvky z její knihy De Eetclub . Podle Saskie Noort obsahuje kniha Het Reservaat od Liselotte Stavorinus prvky z její knihy De Eetclub.  
V říjnu 2018 začala pracovat jako sloupkařka pro prestižní nizozemský deník Algemeen Dagblad 
Její poslední kniha se jmenuje Stromboli a vydavatel ji anotoval slovy "Syrový příběh o hledání v manželství, o hledání po rozvodu". Kniha má výrazné autobiografické rysy. Saskie Noort v ní například popisuje zkušenost se znásilněním ve svých 14 letech. Kniha vyjde v České republice na podzim 2019. Bude to první kniha Saskie Noort v českém jazyce. Knihu přeložila Jana Schrevel - Truhličková.

## Boj proti násilí na ženách
Saskia Noort je ambasadorkou charitativní organizace Amref Flying Doctors, která v Africe bojuje proti ženské obřízce. V roce 2017 v době celosvětové kampaně #MeToo zveřejnila v několika médiích včetně De Telegraaf informace o tom, jak byla ve svých 14 letech znásilněna mužem ze sousedství. Zkušenost z násilného aktu popsala ve své poslední knize Stromoboli. Saskia Noort o svém znásilnění napsala až ve chvíli, kdy se dozvěděla, že ten, co ji znásilnil, zemřel. To, že ženy o svém znásilnění mluví a nestydí se za to, považuje za největší přínos #MeToo. "Od mládí je nám vtloukáno do hlavy, abychom o sexuálním násilí mlčeli. A stejně tak o pocitu viny a studu s ním spojeným. Když bychom o tom začali mluvit nepřineslo by nám to nic jiného než kupu problémů. Víc než 35 let jsem o svém znásilnění mlčela. Ve čtrnácti jsem byla na místě, kde jsem být neměla a měla jsem na sobě krátkou sukni. Měla jsem upito a flirtovala jsem se starším klukem.Vlastně mužem. A on mě znásilnil. A já o tom dál mlčela. Na policie jsem nešla, protože jsem neměla žádný důkaz. Bála jsem se, že mi ostatní nebudou věřit. Mlčela jsem, protože jsem si sama nebyla jistá, jestli to, co se mě stalo, bylo opravdu znásilnění. Někdy jsem si nebyla schopná na nic vzpomenout, jindy jsem viděla všechno jasně před sebou. O tom všem jsem se rozhodla promluvit až když se má dcera dostala do puberty a já se začala bát, že by se jí mohlo stát to samé. Rozhodla jsem se o mém znásilnění promluvit a stalo se přesně to, čeho jsem se obávala. Nikdo mi nevěřil. Bylo mi řečeno, že to byla moje vlastní chyba nebo že se vlastně o žádné znásilnění nejednalo. A taky jim bylo divné, že jsem o tom neřekla dřív. Šlo mi prý jen o pozornost," řekla doslova novinářům Saskia Noort. V epizodě populární nizozemské talk show Van der Vorst vidí hvězdy ze 16. listopadu 2014 s tazatelem Peterem van der Vorstem ve svém domě na Ibize, připustila, že násilné a sexuální scény popisované v jejích knihách, jí emocionálně vyčerpávají natolik, že často musí psaní přerušit.

## Umístění v žebříčku "The Bestseller 60"
| Název knihy                 | Datum vydání | Datum v žebříčku | Nejvyšší pozice | Počet Týdnů | Poznámky            |
| --------------------------- | ------------ | ---------------- | --------------- | ----------- | ------------------- |
| Zpět na pobřeží             | 2003         | 23-08-2003       | 6               | 168         |                     |
| Jídelní klub                | 2004         | 29-05-2004       | 1 (5 týd.)      | 129         |                     |
| Noví sousedé                | 2006         | 03-06-2006       | 1 (8 týd.)      | 83          |                     |
| 40                          | 2007         | 22-09-2007       | 14              | 9           |                     |
| Renovace                    | 2009         | 07-03-2009       | 1 (10 týd.)     | 86          |                     |
| Renovace                    | 2009         | 14-03-2009       | 45              | 1           | vázaná edice        |
| Závist a dobré manželství   | 2010         | 13-03-2010       | 3               | 33          |                     |
| Jan & Saskia o sexu a lásce | 2011         | 19-02-2011       | 15              | 4           | s Janem Heemskerkem |
| Horečka (román)             | 2011         | 19. 11. 2011     | 1 (7 týd.)      | 66          |                     |
| Debet (román)               | 2013         | 23. 11. 2013     | 2               | 47          |                     |
| Jan & Saskia. Nahá pravda   | 2014         | 15-02-2014       | 13              | 3           | s Janem Heemskerkem |
| Bolest kůže                 | 2016         | 16-07-2016       | 1 (7 týd.)      | 33          |                     |
| Bolest kůže                 | 2016         | 16-07-2016       | 41              | 4           | crossbar edition    |
| Bolest kůže                 | 2016         | 16-07-2016       | 43              | 1           | vázaná edice        |
| Stromboli                   | 2018         | 25-04-2018       | 1 (3 týdny)     | 20          |                     |

## Ceny a nominace
- GNM Meesterprijs za dosavadní tvorbu, 2013
- Nominace na Golden Strop pro zpět na pobřeží, 2003
- Nominace na Gouden Strop pro De Eetclub, 2004
- Nominace na veřejnou cenu NS pro De Eetclub (2000), Nieuwe buren (2006), De verbouwing (2007), Debet (2014) en Huidpijn (2017)
- Cena SNCF du polar (2009/10) [8] za Petits meurtres entre voisins, francouzský překlad De eetclub